# Leopoldo Trieste
Leopoldo Trieste, né le 3 mai 1917 à Reggio de Calabre et mort le 25 janvier 2003 à Rome, est un acteur, réalisateur et scénariste italien.

## Filmographie partielle

### Acteur
- 1950 : Police en alerte (I Falsari) de Franco Rossi
- 1952 : Le Cheik blanc (Lo sceicco bianco) de Federico Fellini
- 1953 : Les Vitelloni ( I vitelloni) de Federico Fellini
- 1954 : Les Gaîtés de la correctionnelle (Un giorno in pretura) de Steno
- 1955 : Le Signe de Vénus (Il Segno di Venere) de Dino Risi
- 1959 : I ragazzi dei Parioli de Sergio Corbucci
- 1961 : Divorce à l'italienne (Divorzio all'italiana) de Pietro Germi
- 1963 : Le Succès (Il successo) de Dino Risi et Mauro Morassi
- 1964 : Séduite et Abandonnée (Sedotta e abbandonata) de Pietro Germi
- 1965 : Una questione d'onore de Luigi Zampa
- 1966 : Spara forte, più forte... non capisco d'Eduardo De Filippo
- 1967 : La Ceinture de chasteté (La cintura di castità) de Pasquale Festa Campanile
- 1967 : L'Amant fantôme (La ragazza del bersagliere) d'Alessandro Blasetti
- 1969 : Le Clan des Siciliens d'Henri Verneuil
- 1970 : L'Âne d'or (L'asino d'oro: processo per fatti strani contro Lucius Apuleius cittadino romano) de Sergio Spina
- 1971 : La Folie des grandeurs de Gérard Oury
- 1971 : La Baie sanglante (Reazione a catena) de Mario Bava
- 1971 : La vacanza de Tinto Brass
- 1973 : Ne vous retournez pas (Don't Look Now) de Nicolas Roeg
- 1974 : Amore mio non farmi male de Vittorio Sindoni
- 1974 : Le Parrain 2 (Mario Puzo's The Godfather : Part II) de Francis Ford Coppola
- 1975 : Roma drogata: la polizia non può intervenire de Lucio Marcaccini
- 1979 : Caligula de Tinto Brass
- 1979 : L'Étalon noir (The Black Stallion) de Carroll Ballard
- 1981 : Le Marquis s'amuse (Il marchese del Grillo), de Mario Monicelli
- 1984 : Henri IV, le roi fou (Enrico IV) de Marco Bellocchio
- 1986 : Le Nom de la rose de Jean-Jacques Annaud
- 1989 : Cinema Paradiso de Giuseppe Tornatore
- 1990 : Il sole buio de Damiano Damiani
- 1995 : Marchand de rêves de Giuseppe Tornatore
- 1997 : La Vie silencieuse de Marianna Ucria (Marianna Ucrìa) de Roberto Faenza
- 2000 : Le Manuscrit du prince de Roberto Andò

### Réalisateur
- 1958 : Ville de nuit (Città di notte)
- 1960 : Le Séducteur (Il peccato degli anni verdi)